# Yilmaz Tahir
Yilmaz Tahir (ur. 11 września 1971) – turecki zapaśnik walczący w stylu klasycznym. Zajął szóste miejsce na mistrzostwach świata w 1994. Piąty na mistrzostwach Europy w 1993. Piąty na igrzyskach wojskowych w 1995. Srebrny medalista igrzysk śródziemnomorskich w 1993. Wicemistrz świata kadetów w 1991. Wicemistrz Europy juniorów w 1989 roku.